# Wolfgang Babilas
Wolfgang Babilas (* 19. September 1929 in Ratibor; † 4. Juni 2016 in Münster) war ein deutscher Romanist und Literaturwissenschaftler.

## Leben und Werk
Babilas, der 1945 seinen Vater verlor, kam 1946 nach Münster, wo er das Gymnasium Paulinum besuchte. Ab 1950 studierte er dort und in Paris Romanistik, Germanistik, Filmwissenschaft und Philosophie. 1957 wurde er von Heinrich Lausberg promoviert mit der Arbeit Personnalité de la France. Eine Untersuchung zum Frankreichbild in der Lyrik Paul Claudels (erschienen u. d. T. Das Frankreichbild in Paul Claudels „Personnalité de la France“, Münster, Aschendorff, 1957). Als Assistent von Lausberg habilitierte er sich 1965 mit der Arbeit Untersuchungen zu den Sermoni subalpini mit einem Exkurs über die Zehn-Engelchor-Lehre (München, Hueber, 1968) und war von 1971 bis 1994 in Münster ordentlicher Professor für romanische Philologie (auch Dekan).
Babilas war verheiratet mit der promovierten Übersetzerin Lydia Babilas, geb. Hiller (1930–2007), Tochter des Bildhauers Anton Hiller. Babilas’ besonderes Forschungsinteresse galt Louis Aragon, dessen Werke zum großen Teil von Lydia Babilas  übersetzt wurden. Babilas betreute von 1997 bis 2012 eine zweisprachige Website über Louis Aragon, den er seit 1971 auch persönlich kannte. Die Académie française verlieh ihm 2003 ihren Prix du Rayonnement de la langue et de la littérature françaises.

## Weitere Werke
- Tradition und Interpretation. Gedanken zur philologischen Methode, München, Hueber, 1961.
- (Hrsg.) Heinrich Lausberg zum Gedenken. Akten eines wissenschaftlichen Kolloquiums, Münster, 24. und 25. Januar 1994, Münster, Nodus, 1995.
- Études sur Louis Aragon, 2 Bde., Münster, Nodus, 2002 (Preis der Académie française).